# Tadeusz Wojda
Tadeusz Wojda (ur. 29 stycznia 1957 w Kowali) – polski duchowny rzymskokatolicki, pallotyn, doktor misjologii, podsekretarz Kongregacji ds. Ewangelizacji Narodów w latach 2012–2017, arcybiskup metropolita białostocki w latach 2017–2021, arcybiskup metropolita gdański od 2021, przewodniczący Konferencji Episkopatu Polski od 2024.

## Życiorys
Urodził się 29 stycznia 1957 w Kowali w wielodzietnej rodzinie Władysława i Anieli z domu Pietrzyk, jego starsza siostra wstąpiła do zgromadzenia elżbietanek cieszyńskich, a młodszy brat również został pallotynem. W 1976 rozpoczął nowicjat w Stowarzyszeniu Apostolstwa Katolickiego (pallotyni). W latach 1977–1983 odbył studia filozoficzno-teologiczne w Wyższym Seminarium Duchownym Księży Pallotynów w Ołtarzewie. Od 1980 studiował także na Akademii Teologii Katolickiej w Warszawie, gdzie w 1983 uzyskał magisterium z teologii fundamentalnej. W 1982 otrzymał święcenia diakonatu, a 8 maja 1983 został wyświęcony na prezbitera przez biskupa pomocniczego warszawskiego Władysława Miziołka. Studia kontynuował w latach 1984–1989 na Papieskim Uniwersytecie Gregoriańskim w Rzymie, uzyskując licencjat i doktorat z misjologii. Tematem jego dysertacji doktorskiej były Nurty teologii misji z Münster i Louvain. Nostryfikował ją w 2001 na Wydziale Teologicznym Uniwersytetu Kardynała Stefana Wyszyńskiego w Warszawie.
Był wikariuszem w kościele Chrystusa Króla w Warszawie. Współpracował z Sekretariatem Misyjnym Księży Pallotynów w Ząbkach. W 1990 został pracownikiem Papieskiego Dzieła Rozkrzewiania Wiary i Kongregacji ds. Ewangelizacji Narodów. Od 1991 posługiwał jako kapelan u boromeuszek w Rzymie, a od 1996 kapelan w Centrum Edukacji Fizycznej dla Niepełnosprawnych Włoskiego Czerwonego Krzyża. 12 grudnia 2007 papież Benedykt XVI mianował go kierownikiem biura Kongregacji ds. Ewangelizacji Narodów, zaś 24 lipca 2012 podsekretarzem tej kongregacji.
12 kwietnia 2017 papież Franciszek mianował go arcybiskupem metropolitą białostockim. 10 czerwca 2017 otrzymał święcenia biskupie i odbył ingres do archikatedry białostockiej. Głównym konsekratorem był kardynał Fernando Filoni, prefekt Kongregacji ds. Ewangelizacji Narodów, zaś współkonsekratorami Edward Ozorowski, arcybiskup senior białostocki, i arcybiskup Henryk Hoser, biskup diecezjalny warszawsko-praski. Jako zawołanie biskupie przyjął słowa „Oportet prædicari Evangelium” (Aby była głoszona Ewangelia). 29 czerwca 2017 na placu św. Piotra w Rzymie odebrał od papieża Franciszka paliusz, który uroczyście został mu nałożony 5 listopada 2017 w archikatedrze białostockiej przez arcybiskupa Salvatore Pennacchia, nuncjusza apostolskiego w Polsce.
2 marca 2021 papież Franciszek przeniósł go na urząd arcybiskupa metropolity gdańskiego. 25 marca 2021 kanonicznie objął archidiecezję, natomiast 28 marca 2021 odbył ingres do archikatedry w Gdańsku-Oliwie. 29 czerwca 2021 w bazylice św. Piotra w Rzymie odebrał od papieża Franciszka paliusz, który 26 września 2021 w archikatedrze w Gdańsku-Oliwie nałożył mu arcybiskup Salvatore Pennacchio, nuncjusz apostolski w Polsce.
W ramach prac Konferencji Episkopatu Polski w 2017 został członkiem Komisji ds. Misji, w 2021 Komisji ds. Polonii i Polaków za Granicą i Rady Stałej, a w 2022 delegatem ds. Telewizji Trwam. Ponadto w 2018 dołączył do Kościelnej Komisji Konkordatowej, a w 2021 został przewodniczącym Rady Nadzorczej Fundacji Opoka. W 2024 wybrano go na przewodniczącego Konferencji Episkopatu Polski.
W 2022 konsekrował biskupa pomocniczego gdańskiego Piotra Przyborka, a w 2025 uczestniczył jako współkonsekrator w sakrze biskupa diecezjalnego Fenoarivo Atsinanana Marka Ochlaka.